# Lycochloa
Lycochloa Sam. é um género botânico pertencente à família Poaceae.